# Helden des Olymp – Der verschwundene Halbgott
Der verschwundene Halbgott aus der Reihe Helden des Olymp (Originaltitel: The Heroes of Olympus: The Lost Hero) ist ein Fantasy-Jugendbuch des Schriftstellers Rick Riordan. Das Original wurde im Jahr 2010 veröffentlicht. Es ist der erste Band dieser Romanreihe und beruht auf der römisch-griechischen Mythologie.

## Hintergrund
Das Buch erschien am 12. Oktober 2010 bei Disney/Hyperion Books, wurde von Gabriele Haefs ins Deutsche übersetzt und am 25. September 2012 im Carlsen-Verlag veröffentlicht. Es wurde von mehreren US-amerikanischen Medien in die Liste der Bestseller aufgenommen. 
Die Hauptpersonen sind Jason Grace, Leo Valdez und Piper McLean.

## Handlung
Jason Grace wacht ohne Erinnerungen an sein bisheriges Leben auf einer Schulexkursion auf. Während dieses Ausflugs werden Jason und seine zwei Klassenkameraden Piper McLean und Leo Valdez sowie der Trainer Gleeson Hedge, der sich als Satyr herausstellt, von Venti angegriffen. Mithilfe von Jasons Schwert können die Monster besiegt werden, die dennoch Hedge entführen. 
Kurz darauf werden Jason, Leo und Piper von zwei Jugendlichen in einem von Pegasi gezogenen Wagen aufgegriffen und in das Camp Half-Blood gebracht. Eine der zwei Jugendlichen ist Annabeth Chase, eine Tochter der Athene, die eigentlich auf der Suche nach ihrem vermissten Freund, Percy Jackson, dem Sohn des Poseidon, ist. Im Camp erfahren Jason, Piper und Leo, dass sie Kinder griechischer Gottheiten und damit Halbgötter sind. Über Leo Valdez' Kopf erscheint ein Zeichen, das bedeutet, dass er ein Sohn des Hephaistos ist.
Während Leo und Piper durch das Camp geführt werden, hat Jason ein Gespräch mit dem Zentaur Chiron, der erkennt, dass Jason schon anerkannt worden ist und kein griechischer, sondern römischer Halbgott aus einem unbekannten römischen Camp ist. Plötzlich erscheint Jason die Göttin Hera, die ihm sagt, dass sie gefangen gehalten wird und dass Jason seine Schutzherrin befreien muss. Zur gleichen Zeit erscheint Hera auch Leo und Piper.
Am Abend beim Rundgesang wird von dem Orakel von Delphi, welches im Buch durch Rachel Dare verkörpert wird, eine Weissagung gemacht, die besagt, dass ein Kind des Jupiter, Hephaistos und der Aphrodite zusammen losziehen müssen, um gegen die erwachende Gaia und ihre Söhne zu kämpfen. Ihr Ziel ist es Hera zu befreien. Im selben Moment wird Piper McLean von ihrer Mutter Aphrodite anerkannt und überzeugt die anderen Halbgötter, dass sie auf diesen Einsatz gehen muss. Alle geben ihr Recht, da sie die seltene Gabe der Aphrodite („Charme-Sprech“) hat, alle mithilfe ihrer Stimme zu überzeugen. Da Jason der einzige Sohn des Jupiter ist, darf er den Einsatz leiten. Leo Valdez wird mitgenommen, da er ein Sohn des Hephaistos ist und einen mechanischen Drachen besitzt, der als Transportmittel genutzt werden kann, da die Halbgötter wegen Gaia nicht über die Erde ziehen sollen. Zusammen fliegen sie los und müssen miteinander gegen viele Gefahren bestehen; parallel macht sich Annabeth weiter auf die Suche nach Percy. Als Jason und Leo herausfinden, dass Pipers Vater von dem Riesen Enceladus gefangen gehalten wird, beschließen sie ihn zu befreien und Enceladus zu töten. Mithilfe eines Blitzstrahls des Jupiter und des inzwischen befreiten Satyrn Hedge gelingt es ihnen.
Sie erfahren, dass der Gigant Porphyrion Hera im sogenannten Wolfshaus gefangen hält. 
Dort angekommen befreien Leo und Piper Hera aus ihrem Käfig und Jason kann den Riesen zum Rückzug zwingen. Als Hera wieder ihre ganze göttliche Macht besitzt, nimmt sie ihre wahre Gestalt an, um angreifende Monster zu töten. Jason sieht Hera genau in diesem Moment, zerfällt aber nicht zu Staub. Piper kann ihn mit Charme-Sprech retten. Jason erlangt sein Gedächtnis zurück und offenbart bei einer Ratssitzung, dass sich Percy, ohne seine Erinnerungen, im römischen Camp aufhalten muss. Leo beginnt mit dem Bau der Argo II, einem fliegenden Schiff.

## Erscheinungsformen
Die Helden des Olymp: Der verschwundene Halbgott erschien als Buch und E-Book im Carlsen Verlag. Es erschien auch als Hörbuch, gelesen von Marius Clarén.

## Figuren

### Halbgötter
- Percy Jackson, Sohn des Poseidon. Er wird im ersten Band lediglich erwähnt, kommt aber selbst nicht vor.
- Jason Grace, Sohn des Jupiter. Erwacht im ersten Band ohne Erinnerungen in einem Schulbus. Im Camp Half-Blood stellt sich heraus, dass er ein römischer Halbgott und Prätor des Camps Jupiter ist. Er bestreitet gemeinsam mit Piper und Leo den Auftrag.
- Thalia Grace, Tochter des Zeus. Ist im Buch Leutnant und Anführerin der Jägerinnen der Artemis. Es stellt sich heraus, dass sie die Schwester von Jason ist, welcher im Alter von zwei Jahren verschwand. Sie unterstützt die 3 Halbgötter bei ihrem Auftrag.
- Piper McLean, Tochter der Aphrodite. Wird im ersten Band nach Camp Half-Blood gebracht und wird zu ihrem eigenen Unbehagen als Tochter der Aphrodite anerkannt. Sie ist in Jason verliebt. Im ersten Buch ist sie allerdings durch die Entführung ihres Vaters schwer belastet. Dennoch ist sie bei dem Auftrag von essentieller Bedeutung.
- Leo Valdez, Sohn des Hephaistos. Wird im ersten Band als Halbgott anerkannt und ist völlig überrascht. Es stellt sich heraus, dass er ein "Feuernutzer" ist, eine seltene Fähigkeit, Feuer herauf zu beschwören. Er repariert Bronzedrachen Festus und nimmt am Auftrag teil. In seiner Vergangenheit hatte er bereits mit Gaia zu tun, welche seine Mutter tötete und mit Hera, welche sich als seine Babysitterin ausgab.
- Annabeth Chase, Tochter der Athene. Sie spielt im ersten Band nur eine Nebenrolle. Sie bringt Leo, Jason und Piper zu Beginn ins Camp, ist aber ansonsten mit der Suche nach ihrem Freund Percy Jackson beschäftigt.
- Drew Tanaka, Tochter der Aphrodite. Sie ist die Hüttenälteste der Aphrodite-Hütte und Widersacherin von Piper. Zu Ende des Buches löst Piper sie als Hüttenälteste ab,
- Butch, Sohn der Iris. Spielt eine Nebenrolle. Er rettet zu Beginn des Buches gemeinsam mit Annabeth Jason, Piper und Leo.
- Reyna Avila Ramirez-Arellano, Tochter der Bellona. Sie ist Prätorin des römischen Camps und Jasons Kollegin. Er erinnert sich teilweise wieder an sie.

### Götter
- Hephaistos/Vulcanus
- Aphrodite/Venus
- Boreas
- Chione
- Aiolos
- Hera/Juno
- Zeus/Jupiter

### Sonstige
- Chiron
- Trainer Gleeson Hedge, Satyr
- Festus, Bronzedrache
- Medea
- Midas
- Lykaon
- Rachel Elizabeth Dare, Orakel

## Ausgaben
- Rick Riordan: Der verschwundene Halbgott. In: Helden des Olymp. Band 1. Carlsen, Hamburg 2012, ISBN 978-3-551-55601-1.
- Rick Riordan: The lost hero. Disney/Hyperion Books New York 2010, ISBN 978-1-4231-1339-3.